# Politique au Maroc
La politique du Maroc s'inscrit dans une monarchie constitutionnelle dotée d'un parlement élu.
Le pouvoir exécutif est partagé entre le gouvernement et le palais. Le pouvoir législatif est partagé entre le gouvernement, et les deux chambres du parlement, la Chambre des représentants et la Chambre des conseillers.

## Pouvoir exécutif
| Fonction             | Nom             | Depuis          |
| -------------------- | --------------- | --------------- |
| Roi                  | Mohammed VI     | 23 juillet 1999 |
| Chef du gouvernement | Aziz Akhannouch | 7 octobre 2021  |

### Le Palais
Le Maroc est une monarchie constitutionnelle doté d'un fort pouvoir de leadership en la personne du roi. Le roi est le chef politique suprême. Il préside le Conseil des ministres ; peut renvoyer n'importe quel ministre, limoger le chef du gouvernement, dissoudre le Parlement, suspendre la constitution, appeler à de nouvelles élections, ou diriger par dahir (décret royal). Le roi est le chef des armées et chef religieux du pays (« le commandeur des croyants »).
Le cabinet royal, quant à lui, est composé du roi et de ses conseillers. En effet le Roi nomme régulièrement des conseillers personnels et cela pour divers domaines tels la politique, l’économie, le domaine social etc. Cette désignation peut prendre plusieurs formes, elle peut notamment faire suite à une prestation distincte d'un acteur de la scène politique, en l’occurrence un ministre ou un juge par exemple, le roi le récompense en le nommant conseiller personnel dans son cabinet. Ce fut le cas pour Abdellatif Menouni président de la commission de rédaction de la nouvelle constitution marocaine qui a été nommé plus tard conseiller personnel du roi.

### Le gouvernement
Les ministres et secrétaires d'États du gouvernement sont nommés par le roi sur proposition du chef du gouvernement

### Le chef du gouvernement
Le chef du gouvernement est chargé de diriger le gouvernement et de coordonner l'activité des différents ministres.
En cas de besoin, il lui faut arbitrer les divergences de vues qui peuvent apparaître entre les ministres à propos de l'interprétation des grandes lignes de la politique gouvernementale ou de ses modalités de mise en œuvre.
Le chef du gouvernement exerce le pouvoir réglementaire ; les décrets du chef du gouvernement sont contresignés par les ministres chargés de leur exécution.
Le chef du gouvernement contresigne les dahirs pris par le roi en matière administrative.
Le chef du gouvernement peut également prendre des décrets-lois s'il y est habilité par la Chambre des représentants pour un objectif déterminé et pendant une durée limitée. Le chef du gouvernement peut déléguer des pouvoirs.
Le chef du gouvernement préside le conseil de gouvernement (majlis al houkoumi).

## Pouvoir législatif
Les pouvoirs du Parlement, bien que limités, ont été augmentés après les révisions constitutionnelles de 1992, 1996, 2011. Il peut maintenant voter le budget, faire des propositions de lois, poser des questions aux ministres, et établir des commissions d'enquêtes pour étudier les actions du gouvernement. La Chambre des représentants du Parlement peut renverser le gouvernement par une motion de censure.
Le pouvoir législatif, détenu par le Parlement est bicaméral et est donc composé de deux chambres; et depuis la réforme constitutionnelle de 2011 on trouve :

### LaChambre des représentants(Majlis al-Nuwab)
Elle comporte 395 membres élus tous les 5 ans au suffrage universel direct à la proportionnelle sur des listes locales (305 députés) et nationales (Réservées aux femmes et aux jeunes - 90 députés).
Les dernières élections ont eu lieu le 8 septembre 2021. Elles ont été remportées par le Rassemblement national des indépendants. Son actuel président est Aziz Akhannouch , membre du RNI.

### LaChambre des conseillers(Majlis al-Mustacharin)
La Chambre des conseillers comporte 120 membres dont le mandat est de 6 ans maximum. La moitié est renouvelée tous les trois ans. Son actuel président est Naam Miyara , membre de l'UGTM .
L'âge requis pour être élu est de 30 ans. Les dernières élections ont eu lieu le 8 septembre 2021.

### Courants politiques
Il existe deux grandes entités politiques au Maroc depuis son indépendance en 1956. Il s'agit du Parti de l'Istiqlal (en français, parti de l'indépendance) classé à droite , parti fondé durant la lutte pour l'indépendance du Maroc vis-à-vis de la France, et de l'Union socialiste des forces populaires (USFP) classé à gauche , le parti d'opposition par excellence durant le règne de Hassan II.
Le Parti de la justice et du développement (PJD), mouvement ayant une idéologie politique à tendance islamiste, a obtenu des scores de plus en plus élevés lors des différents scrutins. Il a d'ailleurs remporté les élections législatives de novembre 2011, et cette victoire a fait de son leader, Abdel-Ilah Benkiran, le chef du gouvernement. Saad Dine El Otmani lui succède en 2017.

## Pouvoir judiciaire
La Cour de Cassation est la plus haute juridiction marocaine. Son président est nommé par le Roi.

## Politique extérieure

### Ambassades et consulats du Maroc à l'étranger
La carte ci-dessus montre les pays où se trouvent les ambassades et/ou consulats du Maroc. À noter que l'ambassade du Maroc au Venezuela est fermée depuis 2009 en raison de malentendus diplomatiques notamment à propos de relations supposées entre le Venezuela et le Front Polisario

### Organisations internationales dont le Maroc est membre
| Organisation                                                                | Date | Source |
| --------------------------------------------------------------------------- | --- | ------ |
| L'Organisation de l'aviation civile internationale (OACI)                   | | [ 2 ]  |
| L’Association internationale de droit économique (AIDE)                     | | [ 3 ]  |
| La Banque africaine de développement (BAD)                                  | | [ 4 ]  |
| La Communauté des États sahélo-sahariens (CEN-SAD)                          | Depuis la 3e session de la Conférence des Leaders et Chefs d’État tenue du 12 au 13 février 2003 | [ 5 ]  |
| Le Groupe des 77                                                            | Depuis 2003 | [ 6 ]  |
| Interpol                                                                    | | [ 7 ]  |
| La Ligue arabe                                                              | Depuis le 1er octobre 1958 | [ 8 ]  |
| L’Organisation de la conférence islamique (OCI)                             | Depuis 1969 | [ 9 ]  |
| L’Organisation des Nations unies (ONU)                                      | Depuis le 12 novembre 1956 | [ 10 ] |
| L’Organisation des Nations unies pour l'alimentation et l'agriculture (FAO) | Depuis le 13 septembre 1956 | [ 11 ] |
| L’Organisation internationale de la francophonie (OIF)                      | Depuis décembre 1981 | [ 12 ] |
| L’Organisation internationale de normalisation                              | | [ 13 ] |
| L’Organisation internationale pour les migrations (OIM)                     | Le Maroc a signé en février 2005 un accord de siège avec l'OIM, lui autorisant à instaurer une représentation dans le pays et qui vise à « apporter une contribution efficace à la gestion des questions migratoires au royaume du Maroc ». | [ 15 ] |
| L’Organisation mondiale de la propriété intellectuelle (OMPI)               | | [ 16 ] |
| L’Organisation mondiale de la santé (OMS)                                   | | [ 17 ] |
| L’Organisation mondiale du commerce (OMC)                                   | Depuis le 1er janvier 1995 | [ 18 ] |
| L’Organisation mondiale du tourisme (OMT)                                   | Depuis 1997 | [ 19 ] |
| L’Organisation météorologique mondiale (OMM)                                | | [ 20 ] |
| L’Union du Maghreb arabe (UMA)                                              | Depuis le 17 février 1989 | [ 21 ] |
| Union Africaine (UA)                                                        | Quittée en 1984 et réintégrée le 30 janvier 2017 |        |